# GSC3728-332
GSC3728-332 — хімічно пекулярна зоря спектрального класу B9, що має видиму зоряну величину в смузі V приблизно 12,0.